# Kautokeino
Kautokeino (em norueguês: Kautokeino; em lapão setentrional: Guovdageaidnu; em kven: Koutokeino; em finlandês: Koutokeino) é um município no condado de Finnmark, Noruega. O centro administrativo do município é a vila de Guovdageaidnu/Kautokeino. Outras povoações menores, incluem Láhpoluoppal, Máze e Mierojávri.
O município de 9 707 habitantes/km² (25 000 /sq mi) é o maior em área entre os 357 municípios da Noruega. Kautokeino é o 236º município mais populoso da Noruega, com uma população de 2.848 habitantes densidade populacional do concelho é de 0,3 habitantes/km² (0,78 /sq mi) e a sua população decresceu cerca de 2,8% relativamente ao periodo prévio de 10 anos. 
O município de Kautokeino (Guovdageainnu na língua nativa, o Sámi do Norte) é um dos dois centros culturais da terra Sápmi actual, o outro é o vizinho município de Kárášjoga) once se encontra o Parlamento Sámi da Noruega. As indústrias mais significativas são a criação de renas, a indústria do teatro/cinema e o sistema de ensino público. A vila dispõe dum instituto de ensino superior em língua Sámi (Lapónica). Devido à sua localização geográfica acima do Círculo Polar Ártico, Kautokeino é um dos lugares mais frios dos países Nórdicos.        